# Индия (Львов)

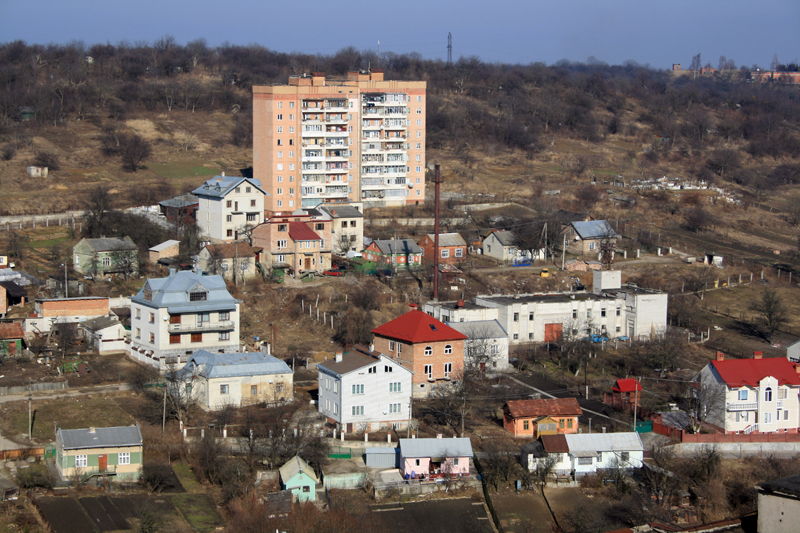
Вид на западную часть посёлка Индия

И́ндия — небольшой район во Львове (Украина). Находится в северной части города, в конце улицы Гетмана Мазепы (Топольной).
Район получил название благодаря своему цыганскому населению. Район представляет собой кварталы частной застройки вблизи многоэтажных жилых зданий, построенных в 1970—1980-е годы.
В 1990-х и 2000-х годах львовские средства массовой информации и органы внутренних дел неоднократно заявляли о том, что в районе ведётся сбыт наркотических средств и содержание притонов для потребителей наркотиков. Эти заявления вызывали протест со стороны цыганской прессы.